# Stenoecia dos
Stenoecia dos is een vlinder uit de familie uilen (Noctuidae). De wetenschappelijke naam is voor het eerst geldig gepubliceerd in 1838 door  Freyer.
De soort komt voor in Europa.